# José e Pilar
(José Saramago)
José e Pilar è un documentario del 2010 diretto da Miguel Mendes. 
La pellicola descrive alcuni momenti degli ultimi anni della vita del premio Nobel José Saramago con la moglie Pilar del Río. Apprezzato da critica e pubblico, acclamato come il miglior documentario in Portogallo, con quarantamila spettatori in Brasile.

## Trama
Viene mostrato il lato privato dello scrittore e uomo Saramago. La narrazione del quotidiano, del lavoro, nei viaggi e momenti di vita con la moglie Pilar del Río, la presidentessa della fondazione José Saramago. Un documento per comprendere meglio l'opera dello scrittore. Pieno di tenerezza e umanità, divertente e toccante. Sono ben 240 ore di girato, riassunte in 125 minuti. Una storia d'amore e di collaborazione tra marito e moglie. Momenti di vita, di lavoro, di discussione e intimi. Viene ricordato per esempio l'incontro tra lo scrittore e la moglie giornalista di ventotto anni più giovane.
La narrazione avviene attraverso le sequenze girate tra Madrid e Helsinki e Rio de Janeiro e della vita di José e Pilar in Lanzarote, i loro viaggi intorno al mondo. José firma libri e tiene discorsi. Assiste alla proiezione del fim Blindness - Cecità, tratto dal suo romanzo omonimo. Li vediamo nei momenti di malattia in ospedale, in quelli di lutto per la morte della madre di Pilar e in quelli semplici del quotidiano. Osserviamo poi il lavoro, quando José scrive Il viaggio dell'elefante e la moglie Pilar lo traduce in spagnolo.
Il film ci mostra il processo creativo del romanzo Il viaggio dell'elefante in cui Salomone viene trasportato dalla corte del re Giovanni III del Portogallo a quella dell'arciduca austriaco Massimiliano, reggente in Spagna. Un Saramago nascosto che mostra l'uomo: genio e semplicità mostrano la loro compatibilità. Nel cast figurano lo scrittore José Saramago, la giornalista Pilar del Río, moglie dello stesso, l'attore Gael García Bernal e il regista Fernando Meirelles che interpretano sé stessi.

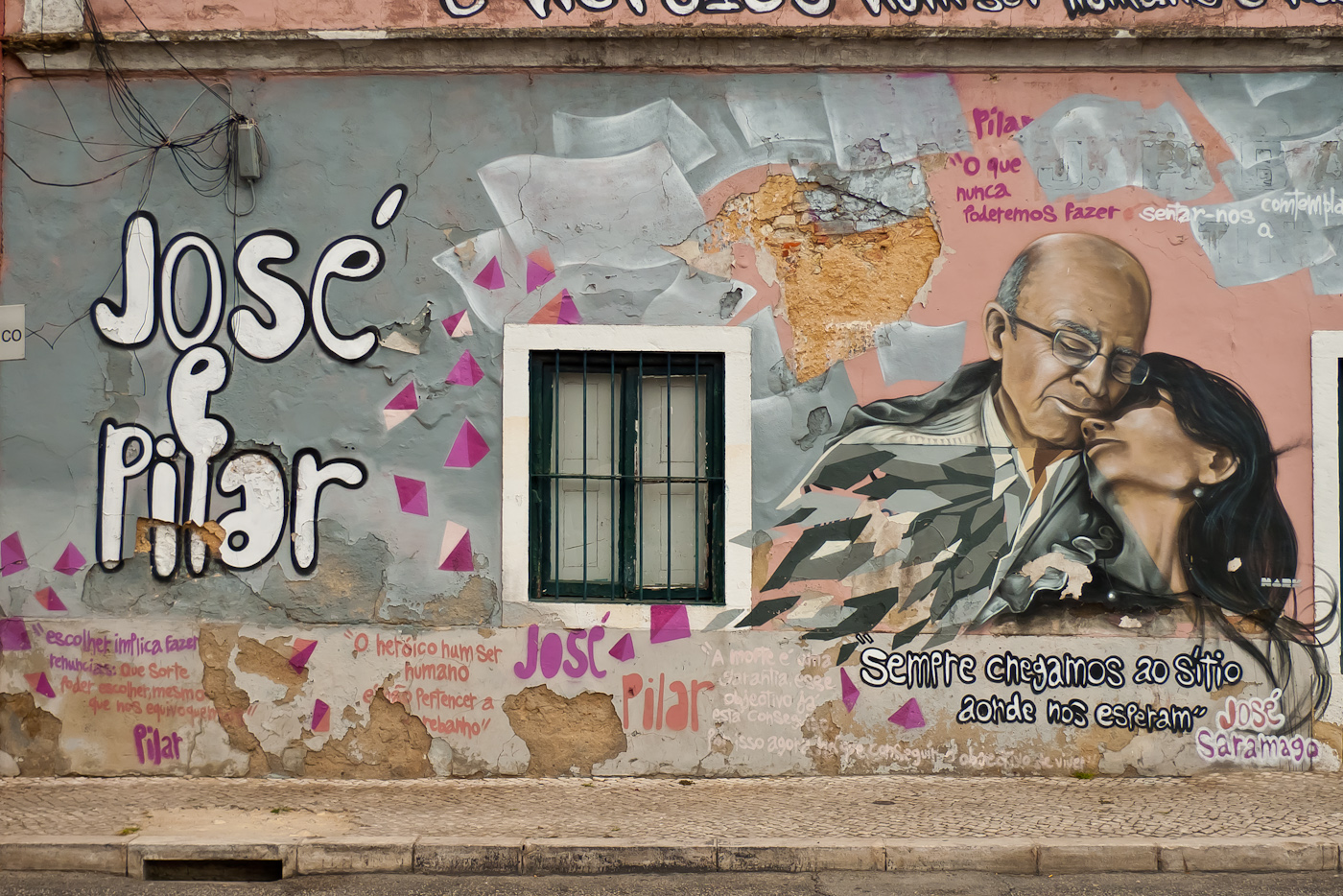
Murale in una strada di Lisbona

## Produzione
Il film è prodotto da Miguel Mendes JumpCut, Fernando Meirelles 'O2 s e dalla El Deseo di Pedro Almodóvar.

## Colonna sonora
Nella colonna sonora alcuni musicisti noti come lo spagnolo Alberto Iglesias e la brasiliana Adriana Calcanhotto.

## Distribuzione
Nell'agosto 2014 il documentario è stato trasmesso sul canale LaEffe.

## Accoglienza
- Cinque mesi nei teatri portoghesi (massimo storico).
- Il primo film portoghese co-prodotto con la società di produzione cinematografica internazionale (O2 ed El Deseo).
- Primo film portoghese ad aprire il Festival Internazionale del Documentario di Lisbona (DocLisboa) (2010).
- Film portoghese con la più ampia distribuzione e vasto pubblico, alla prima, in Brasile.
- Uno dei Greatests word-to-mouth successi del Rio de Janeiro Film Festival 2010 (prima mondiale), tra altri trecento.
- Ha inaugurato il Festival Internazionale del Cinema Politico di Ronda, introdotto dal giudice Baltazar Garzón.
- Ha ottenuto un pubblico di milletrecento persone alla première spagnola, a Madrid, il 17 gennaio.
- Ha partecipato al Festival Internazionale del Cinema di Guadalajara, uno dei più prestigiosi cinematografici in America Latina (fuori concorso).
- Miglior Film dell'anno da Visão e tra i primi cinque migliori da Time Out Portogallo.
- Presentato per la candidatura all'Oscar per il miglior film straniero.[2][3]

## Riconoscimenti
- 2010 - São Paulo International Film Festival
  - Premio del Pubblico per il miglior documentario brasiliano a Miguel Mendes
- 2011 - Premio Contigo Cinema, Brasile
  - Candidatura a Migliore regia per Miguel Mendes
- 2011 - Coimbra Caminhos del Cinema portoghese
  - Premio per il miglior documentario a Miguel Mendes
  - Premio del pubblico per il miglior film a Miguel Mendes
  - Premio Don Quijote Menzione d'onore a Miguel Mendes

- 2011 - Cineport - Portuguese Film Festival
  - Premio per il |miglior documentario a Miguel Mendes
- 2011 - Cinema Brazil Grand Prize
  - Candidatura a Miglior documentario per Miguel Mendes
  - Miglior montaggio a Cláudia Rita Oliveira
  - Candidatura a Miglior colonna sonora ad Adriana Calcanhotto, Bruno Palazzo, Camané, Luís Cila, Noiserv, Pedro Granato, Pedro Gonçalves
- 2011 - Premio degli autori - Portogallo
  - Candidatura a Miglior film a Miguel Mendes